# Barögd rall
Barögd rall (Gymnocrex plumbeiventris) är en fågel i familjen rallar inom ordningen tran- och rallfåglar. Arten förekommer på och kring Nya Guinea. Beståndet anses vara livskraftigt.

## Utseende och läte
Barögd rall är en 30–33 cm stor rall med relativt lång, gul näbb. I ansiktet syns bar skäraktig hud runt ögat samt laxfärgad eller rödaktig ögonring. Typiskt är också gråsvart- och vitbandade axillarer och undre vingtäckare. I övrigt är den rödbrun på huvud och hals, grå på resten av undersidan och brun på ovansidan. Benen är röda. Den är relativt lik den mycket större arten rödbukig rall, men denna har grått huvud, helt skärbrun undersida, grönaktig näbb och gula eller gröna ben. Underarten hoeveni (se nedan) har rostbrun anstrykning på undersidan. Bland lätena hörs ett högljutt gulpande "wow-wow-wow-wow" som dock endast hörs under inledningen regnperioden och är därför troligen ett revirläte. Under födosök yttrar den ett grisliknande stönande ljud.

## Utbredning och systematik
Barögd rall delas in i två underarter med följande utbredning:
- Gymnocrex plumbeiventris plumbeiventris – förekommer på öarna Nya Guinea, Misool, Karkar och Niu Ailan samt i norra Moluckerna
- Gymnocrex plumbeiventris hoeveni – förekommer i Aruöarna och i Trans Fly på södra Nya Guinea

IOC inkluderar hoeveni i nominatformen, men urskiljer samtidigt den utdöda underarten intactus som troligen förekom i Salomonöarna. Denna inkluderar andra i nominatformen.

### Släktskap
Arterna i Gymnocrex har inte analyserats genetiskt, men sentida studier visar på morfologiska likheter med den afrikanska nkulengurallen.

## Levnadssätt
Barögd rall är en skogslevande fågel som ses på marken inne i ursprungliga skogsområden, men även i våtmarker eller fuktängar nära floder och sjöar. Den förekommer i låglänta områden upp till 1200 meters höjd, på östra Nya Guinea dock upp till 1600 meter. Födan består av insekter, men den tar troligen också andra smådjur.

### Häckning
Barögd rall häckar under regnperioden, på Misool i november och Karkar i februari. Den är revirhävdade och ses i par eller familjegrupper. I Sepik-området på Nya Guinea sägs boet innehållande vita ägg bestå av gräs och placeras på marken, vilket dock motsäger bofynd på Karkar som innehöll mönstrade ägg och som var placerat intill rötterna på ett stort träd.

## Status och hot
Arten har ett stort utbredningsområde och en stor population med okänd utveckling. Utifrån dessa kriterier kategoriserar IUCN arten som livskraftig (LC). Arten är tydligen inte ovanlig, men mycket skygg och svår att få syn på.

## Namn
Fågelns vetenskapliga artnamn plumbeiventris betyder "blybukig".